# Project Reality
Project Reality — глобальная модификация компьютерной игры Battlefield 2, впоследствии ставшая отдельной игрой, не требующей наличия Battlefield 2. Главная цель модификации — создание реалистичного окружения боевых действий с упором на командную игру. Игра является некоммерческим продуктом, разработанным Project Reality Studios и Black Sand Studios. Распространяется как свободно скачиваемый контент с официального сайта разработчиков модификации.

## Отличия отBattlefield 2

### Система «Тикетов»
В отличие от Battlefield 2, в Project Reality победа засчитывается при отсутствии у противника «Тикетов».
Потеря «Тикетов» в большинстве режимов происходит в связи с убийством живой силы противника, уничтожении его военной техники и выполнении задач режима.

### Система отрядов
От оригинального Battlefield 2 в PR осталась система отрядов, которые состоят из рядовых бойцов, подчиняющихся своим «Командирам отрядов». Командиры отрядов, в свою очередь, подчиняются «Командиру команды». Командир команды взаимодействует с каждым командиром отделения в игре, координирует войска, отдаёт приказы, проводит разведку с помощью БПЛА (доступно командирам не всех армий). В качестве поддержки командир команды также может открыть артиллерийский заградительный огонь по заданной командиром отряда точке (доступно раз в 20—30 минут).

### Обнаружение противника
В Battlefield 2, при обнаружении противника игроком, противник отмечался на мини-карте. В PR метки противника ставятся командирами отрядов или команд, а также отдельным классом гражданского. Командир команды также может ставить метки на карте, используя камеру БПЛА, тем самым информируя всю команду. Для каждого типа цели есть свой тип маркера.

### Голосовая связь
Чаще всего передача информации об обстановке на поле боя и отдача приказов игрокам производится не внутренними системами игры, а напрямую — голосом, с помощью специально модифицированной и работающей автоматически вместе с игрой программой Mumble.
Типы каналов в Project Reality делятся на 3 типа: «локальный» — разговор со всеми игроками в радиусе 50 метров, «отрядный» — в пределах своего отряда, «меж отрядный» — специальный голосовой чат для командиров отрядов и командира команды, с помощью которого координируются действия команды или отряда.
Разговор по «локальному» каналу не всем слышен одинаково. На более далёком расстоянии голос будет слышен слабее, а на коротком — громче.

### Строительство сооружений
Одной из важных особенностей PR является система строительства сооружений. Приказ к строительство отдаёт командир отряда или команды, при наличии у них комплекта офицера, а также большого ящика со снаряжением неподалёку, выгружаемого с грузовика или транспортного вертолёта. После установки, остальные игроки команды «раскапывают» сооружение с помощью лопат. Можно строить различные укрепления, например, «FOB», который даёт возможность возродиться союзникам на его местоположении, укрытие из мешков с песком, или огневую позицию с пулемётом или ПТРК.

### Тяжёлое ранение и смерть
После получения смертельного урона, игрок переходит в состояние «без сознания», но его всё ещё можно реанимировать, используя EpiPen, имеющийся у всех игроков с классом медика.
Если игрока никто не реанимирует в течение пяти минут, или он нажмёт кнопку «Сдаться», он перейдёт в состояние смерти, потеряв для команды один «Билет». После ожидания он может возродиться на базе, FOB’e или на точках сбора, называемых «раликами» (от англ. rally point — точка сбора), которые, в свою очередь, устанавливаются командирами отрядов. В отличие от FOB, точки сбора предназначены только для игроков отряда, чьим командиром они были установлены; кроме того, они пропадают при появлении врага поблизости. У командиров команд тоже есть возможность устанавливать точки сбора, однако их точки сбора могут использоваться всей командой по необходимости.

### Поддержка
Для строительства, использования огневых точек, а также для восполнения патронов солдат требуются боеприпасы. Для получения боеприпасов на нужной точке игроки могут доставлять тяжёлые ящики со снаряжением при помощи логистических грузовиков или тяжёлых транспортных вертолётов. Некоторые вида транспорта в игре, вроде БТР или лёгких вертолётов, имеют с собой лёгкие ящики со снаряжением, имеющие меньше боеприпасов. Также у некоторых классов имеются маленькие сумки с патронами для срочного пополнения боеприпасов.
Свою роль в поддержке занимают миномётные расчёты, которые с помощью мин различного назначения обеспечивают зачистку местности перед атакой, поддерживают союзников в обороне, уничтожают стратегические сооружения, возведённые противником, скрывают союзников с помощью дымовой завесы.
Также важную роль в поддержке играет авиация, способная оперативно доставлять отряды к зоне конфликта, или наоборот эвакуировать их, а также обеспечивающая наземным войскам прикрытие с воздуха. Этим, как правило, занимаются созданные только для этих целей отдельные отряды.

## Фракции
В PR представлены реально существующие современные виды стрелкового вооружения, техники и авиации. Кроме того, каждая единица оружия и техники принадлежит определённой фракции. На данный момент в игре представлено 23 фракции. Противоборствующие стороны делятся на две группы: регулярные армии и нерегулярные. Отличия между ними в том, что в регулярных армиях имеется наиболее современное вооружение и техника, есть оптический прицел на большинстве оружия (в некоторых армиях есть коллиматорные прицелы). У нерегулярных, напротив, старое вооружение, старая бронетехника или вообще отсутствие таковой (Талибан, ХАМАС, Чеченские боевики, Иракские Инсургенты, Свободная сирийская армия).

## Режимы игры
- Advance & Secure (AAS) — «Наступать и защищать». Цель — захватить все контрольные точки (control points) противника в указанном на общей карте порядке и не дать сделать то же самое команде противника[13].
- Vehicle Warfare (VW) — «Война техники». Цель — захватить как можно больше контрольных точек и удерживать своё преимущество. В отличие от AAS, игрокам доступны только классы механиков-водителей, на картах появляется намного больше бронетехники[14].
- Skirmish — упрощённая, уменьшенная версия режима AAS, в котором чаще всего отсутствует техника, а зона сражений сильно сужена[15].
- Command & Control (CnC) — режим, в котором отсутствуют контрольные точки, и для победы необходимо строить свои передовые базы, а также искать и уничтожать вражеские[16].
- Co-Operative (COOP) — режим, предназначенный для получения первых практических навыков в мире PR. В этом режиме совместно сражаются игроки и их союзники и противники, управляемые компьютером. Игровой процесс немного упрощён[17].
- Insurgency (INS) — «Мятеж». В этом режиме силы регулярных армий сталкиваются с силами нерегулярных. Цель первых — найти и уничтожить все схроны с оружием до истечения времени или «Билетов», а цель вторых — эти схроны защитить. Схроны с оружием появляются на карте в случайных местах. Чтобы узнать приблизительное место нахождения схрона силам регулярных армий требуется собирать разведданные путём ареста или убийства повстанцев, а также ареста «Пособников». «Пособники» — уникальный класс, у которого нет оружия, и при убийстве которого на команду противника накладывается штраф. Пособники могут использовать телефон для установки меток на карте союзников[18][19].

## Разработка
Project Reality — одна из крупных модификаций,, основной задачей которой является преобразование оригинальной Battlefield 2 в реалистичный командно-тактический шутер. Проект начался с того, что группа британских фанатов решила придать игре больше реализма. В 2005 году они создали небольшую модификацию, убиравшую часть визуального интерфейса, такую как количество здоровья, количество патронов (присутствовал только счётчик оставшихся магазинов), перекрестие прицела (теперь, чтобы прицельно стрелять, нужно прильнуть непосредственно к мушке). Также был увеличен урон от оружия и заменены некоторые звуки.
Команда разработчиков была основана Ноэлем Током (Requiem) в 2004 году. В 2005 году, после запуска базовой версии 0.1, известной как Project Reality Mini Mod (PRMM), команда с трудом набирала обороты из-за того, что Electronic Arts ужесточили политику в отношении модификаций BF2, сдерживая игроков от работы с модами. Позже в том же году Имонн Гласс (eggman51) взял на себя руководство командой, контролируя все аспекты дизайна, производства и взаимодействия с сообществом. К 2009 году Project Reality получила несколько наград, собрала сообщество из более чем 100 000 активных игроков.

### Ход разработки
16 ноября 2012 года на главной странице официального сайта появилось видео, названное Devcast #1. В нём разработчики рассказали о некоторых грядущих нововведениях в V1.0. Речь шла в основном о новой переделанной анимации вооружения, а также о новом звуковом сопровождении.
13 декабря 2012 года разработчики опубликовали первый тизер грядущего обновления. В нём была представлена новая фракция — французская армия.
4 января 2013 года вышел Devcast #2. В видео говорилось о новой системе возрождения, о двух новых китах (Kit — отдельное вооружение или класс солдата, в BF2), и о возможности использовать на оружии одновременно два прицела (оптический и обычный).
1 марта 2013 года в одном из блогов разработчиков появились первое игровое видео бета-тестирования версии 1.0
4 марта 2013 года вышло в свет ознакомительное видео, демонстрирующее новый саундтрек.
19 марта 2013 года в блоге одного разработчика появилось видео с переделанной системой использования взрывчатки в игре. Теперь разными типами взрывчатки можно уничтожить разные цели.
9 апреля 2013 года вышел Devcast #3. Разработчики рассказали об изменениях, связанных с воздушной техникой. Теперь воздушные суда буду делиться на лёгкие, средние и тяжёлые.
29 июня 2013 года стартовал открытый бета-тест PR v 1.0. Все желающие могли в течение недели опробовать основные нововведения грядущего глобального обновления. В игре было доступно 4 карты и несколько серверов с возможностью игры на 100 человек. Основным нововведением был автоматический лаунчер для установки модификации, который мог обновлять клиент по мере выпуска новых версий. 7 июля 2013 открытый бета-тест официально завершился.
30 июля 2013 года объявлена официальная дата выхода PR v 1.0.
30 мая 2015 года состоялся выпуск «standalone» (автономной) версии PR v 1.3. Для работы модификации больше не нужен установленный на компьютер пользователя Battlefield 2.
1 января 2022 года вышла последняя глобальная версия PR v 1.7. Где была добавлена баллистика боеприпасам, а также была серьёзно обновлена техника и вооружение времён Второй мировой войны.

## Наследие

### Squad
23 сентября 2020 года вышла полная версия игры Squad — аналогичного командного тактического шутера, разработанного канадской студией Offworld Industries. Игра, по заявлению разработчиков, является «духовным наследником» модификации Project Reality.